# Valour Football Club
Maillots
Actualités
Le Valour Football Club est un club canadien de soccer (football), basé à Winnipeg au Manitoba. Le club joue en 2019 sa première saison dans la Première ligue canadienne de soccer.

## Histoire
Le 6 mai 2017, quand la création de la ligue fut approuvée à l'unanimité par l'Association canadienne de soccer, la formation des clubs de Hamilton et de Winnipeg funt aussi approuvée. C'est aussi confirmé que les Blue Bombers de Winnipeg, le club LFC de Winnipeg, seront le propriétaire du club de Winnipeg.
Le Valour Football Club fut officiellement inauguré le 6 juin 2018 comme le 4e club de la Première ligue canadienne. Le club pris son nom du Rue Valour (en).

### Académie de filles
Le 18 août 2018, le Valour Football Club annonce qu'il établit un programme d'entraînement et du développement des jeunes joueuses par absorber le Blizzard du Manitoba, un club local d'entraînement des jeunes joueuses qui fut fondé en 2020, et le renommer «Valour FC Elite Girls»,. 

## Palmarès et records

### Bilan par saison
| Saison | Tournoi          | Saison régulière | Saison régulière | Saison régulière | Saison régulière | Saison régulière | Saison régulière | Saison régulière | Position | Position | Séries éliminatoires | Championnat canadien | CONCACAF     | Affl. moy. saison rég. | Affl. moy. séries éli. |
| Saison | Tournoi          | M                | V                | N                | D                | BP               | BC               | Pts              | Conf.    | Ligue    | Séries éliminatoires | Championnat canadien | CONCACAF     | Affl. moy. saison rég. | Affl. moy. séries éli. |
| ------ | ---------------- | ---------------- | ---------------- | ---------------- | ---------------- | ---------------- | ---------------- | ---------------- | -------- | -------- | -------------------- | -------------------- | ------------ | ---------------------- | ---------------------- |
| 2019   | Printemps        | 10               | 3                | 0                | 7                | 8                | 15               | 9                | 7e/7     | 6e/7     | Non qualifié         | Deuxième tour        | Non éligible | 5 335                  | N/Q                    |
| 2019   | Automne          | 18               | 5                | 4                | 9                | 22               | 37               | 19               | 5e/7     | 6e/7     | Non qualifié         | Deuxième tour        | Non éligible | 5 335                  | N/Q                    |
| 2020   | The Island Games | 7                | 2                | 2                | 3                | 8                | 9                | 8                | -        | 6e/8     | Non qualifié         | Non qualifié         | Non qualifié | N/A                    | N/A                    |
| 2021   | -                | 28               | 10               | 5                | 13               | 38               | 36               | 35               | -        | 5e/8     | Non qualifié         | Quarts de finale     | Non qualifié | N/A                    | N/Q                    |
| 2022   | -                | 28               | 10               | 7                | 11               | 36               | 34               | 37               | -        | 5e/8     | Non qualifié         | Tour préliminaire    | Non qualifié | 3 111                  | N/Q                    |
| 2023   | -                | En cours         | En cours         | En cours         | En cours         | En cours         | En cours         | En cours         | -        | /8       | À venir              | Premier tour         | Non qualifié |                        |                        |

#### Meilleurs buteurs par saison
| Saison | Meilleurs buteurs | Meilleurs buteurs |
| Saison | Joueurs           | Buts              |
| ------ | ----------------- | ----------------- |
| 2019   | Marco Bustos      | 7                 |
| 2020   | 8 joueurs         | 1                 |
| 2021   | Moses Dyer        | 9                 |
| 2022   | Moses Dyer        | 9                 |